# 程序错误

第一次发现导致计算机错误的飞蛾，也是第一个计算机程序错误。

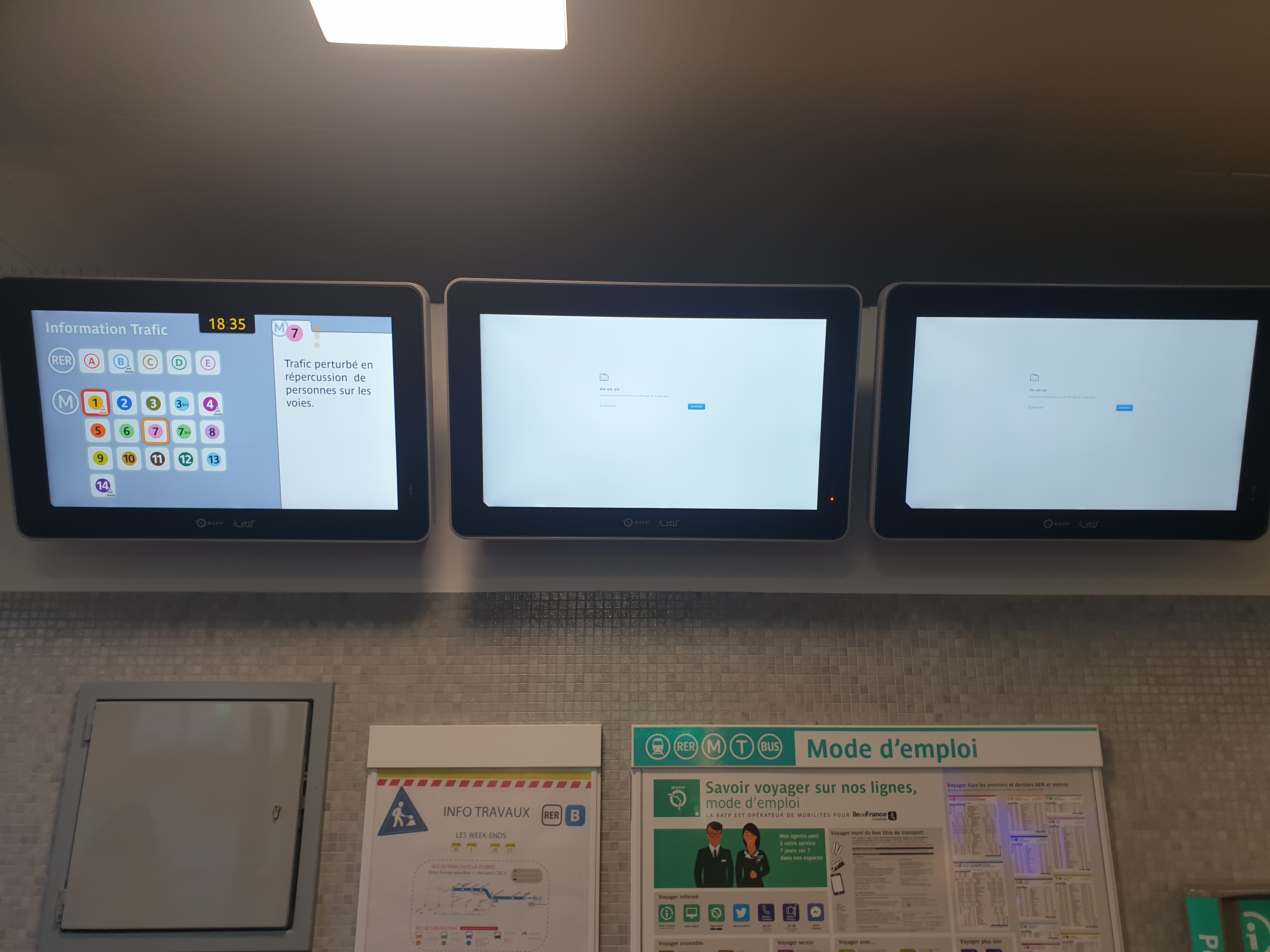
貝爾尼十字架站的當機狀態

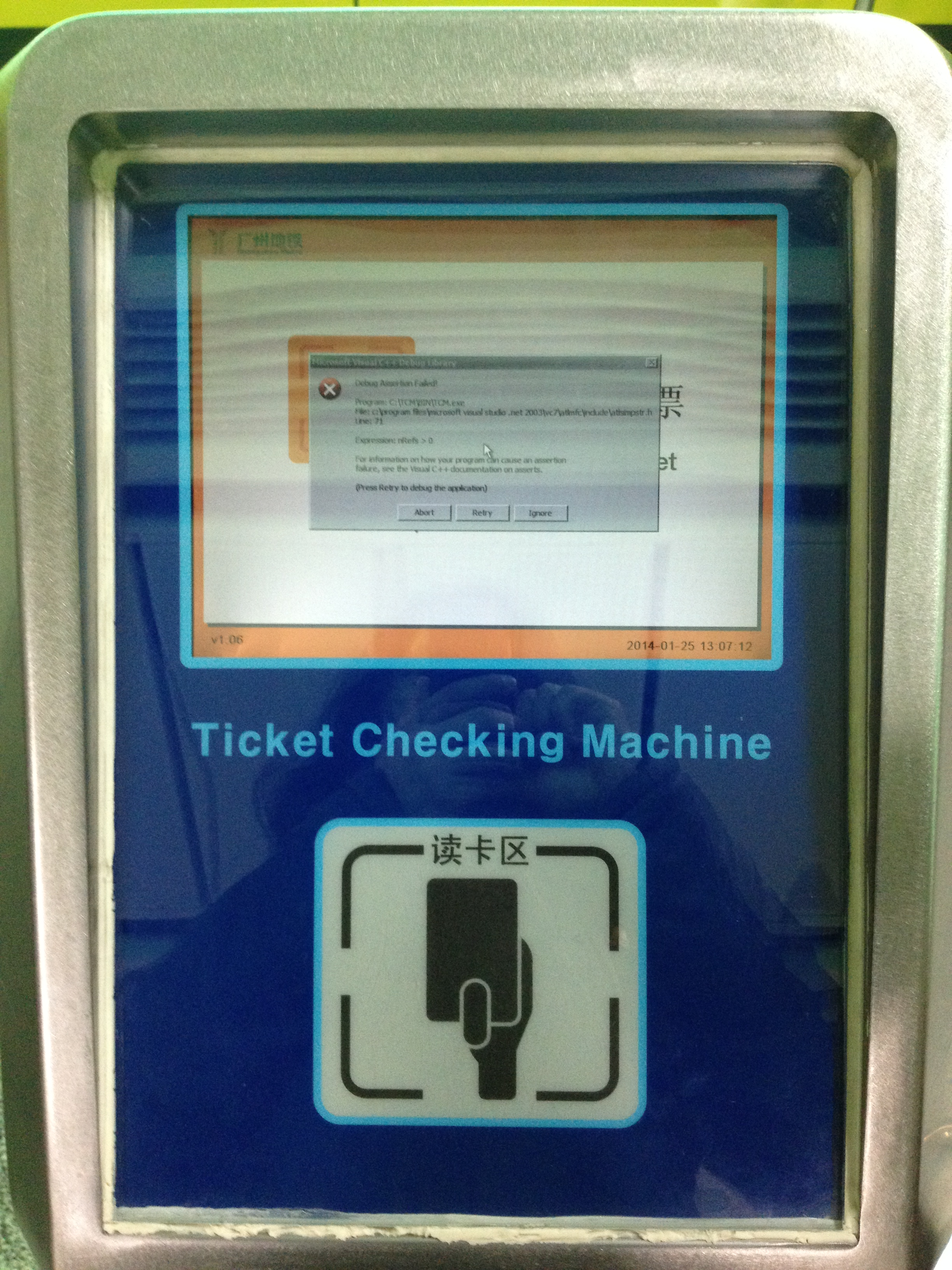
广州地铁票务检验机弹出程序出错对话框

程序错误（英語：bug），是程序设计術語，是指软件运行時因程序本身有错误而造成功能不正常、死机、数据丢失、非正常中断等现象。有些程序错误会造成计算机安全隐患，此时叫漏洞。
一些有趣的隐错有时也会成为一种乐趣。在电脑游戏中，假如一些隐错不令遊戲出現大錯誤的話，经常会变成一种玩游戏时的秘技（秘技有時是遊戲設計者故意加入，用於檢查程序設計，繞過不需要的步驟直接檢驗需要的地方時所使用的代碼）。
有严重后果的错误会受到广泛关注。修补、改正软件程序错误的过程称为调试。

## 「bug」的詞源

### 來自工程學
用bug來指工程錯誤這種用法大約出現在1870年代，早在電腦出現前就存在。目前最早找到的證據是愛迪生在1878年的信
It has been just so in all of my inventions. The first step is an intuition, and comes with a burst, then difficulties arise—this thing gives out and [it is] then that "Bugs"—as such little faults and difficulties are called—show themselves and months of intense watching, study and labor are requisite before commercial success or failure is certainly reached.
中譯如下：
在我所有發明都如此。第一步是直覺，然後靈光一閃，然後出現困難——這事發生了，然後“bug”——這樣稱呼那些微小錯誤和困難——展現出來。在明確到達商業成功或失敗前必需數個月的密切關注、研究和勞動。

### 資訊工程與一般大眾所知的起源
1947年9月9日，葛麗絲·霍普（Grace Hopper）发现了第一个电脑bug。有一次Mark II突然宕機，整隊团队都搞不清电脑为何不能正常运作。经过大家深度挖掘，发现原来有飛蛾意外飛入一臺電腦引起故障（如圖所示）。团队很快排除错误，并在日誌本记录这事。也因此，人们逐渐开始用“bug”（原意“虫子”）来称呼计算机隐错。现在在华盛顿美国国家历史博物馆还可以看到这份遗稿。

## 管理錯誤的常見用語
- 處理進度
  - New：代表新回報错误

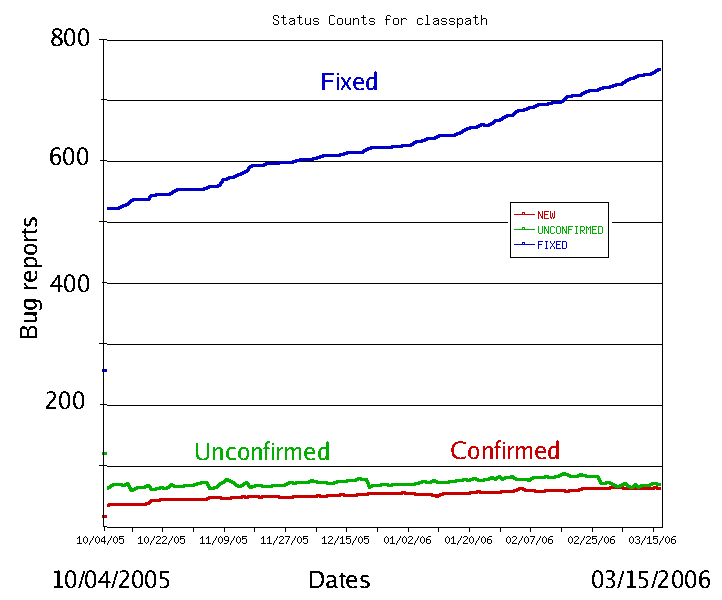
典型錯誤歷史（GNU Classpath project數據）。由用戶提交的錯誤是「未確認」（unconfirmed），一旦該錯誤由開發人員重現，即為「已確認」（confirmed）錯誤。此後已確認的錯誤會「修復」（fixed）。其他類別的錯誤（無法重現、不予解決等）通常不多見。

  - Resolved：代表错误已處理完（見下方「處理方式」）
  - Closed：處理完並已驗證
- 處理方式
  - Fixed：错误已修復
  - Later：必須到未來的版本才能解決。
  - Workaround：不能解決，但可用替代方法避開。
  - Duplicate：重複回報的错误
  - Severity：错误造成的嚴重度
  - Debugging（简称Debug）：指解决错误的动作和过程（调试）。